# Puklická pahorkatina
Puklická pahorkatina je geomorfologický okrsek tvořící součást Brtnické vrchoviny. Nesouměrný hřbet leží mezi Jihlávkou a Brtnicí s pahorkatinným povrchem. Severní část tvoří syenit, jižní ruly. Ze hřbetu stékají krátké toky k Jihlávce a dlouhé potoky na východě k Brtnici. Jihozápadní část je zalesněná, převažují smrkové porosty. V severní části se hojněji vyskytují porosty borové.